# Rouvroy-les-Merles
Rouvroy-les-Merles – miejscowość i gmina we Francji, w regionie Hauts-de-France, w departamencie Oise.
Według danych na rok 1990 gminę zamieszkiwało 56 osób, a gęstość zaludnienia wynosiła 14 osób/km² (wśród 2293 gmin Pikardii Rouvroy-les-Merles plasuje się na 941. miejscu pod względem liczby ludności, natomiast pod względem powierzchni na miejscu 968.).